# Idaea griseata
Idaea griseata är en fjärilsart som beskrevs av Fritz Preissecker 1922. Idaea griseata ingår i släktet Idaea och familjen mätare. Inga underarter finns listade i Catalogue of Life.